# Elysium City
Elysium City es un proyecto urbanístico en desarrollo, que  planea construir una ciudad inteligente, hoteles de lujo, áreas residenciales, comerciales y de ocio en una orilla del embalse de García Sola, en el término municipal de Castilblanco, Extremadura, España. Tiene un área de desarrollo de 1.185 hectáreas y tendrá un coste de más de 18.000 millones de euros.
A finales de mayo comenzaron los trabajos de urbanización, que tendrán un plazo de 6 meses.